# Владения Османской империи
Османская империя, основанная во второй половине XIII века как небольшой бейлик (княжество) в Северо-Западной Малой Азии, приступила к территориальной экспансии уже в начале XIV века, в середине века приступила к завоеваниям в Европе, а в XVI веке захватила первые города в Африке. Османская империя непрерывно расширялась вплоть до 1683 года, когда её армия потерпела сокрушительное поражение под Веной и вынуждена была отступить. С конца XVII века и до начала XX века империя постепенно теряла свои владения во всех трёх частях света.
Ниже представлен список всех территорий, когда-либо входивших в состав Османской империи.

## Европа
Территориальные захваты в Европе Османская империя вела с 1354 года и по конец XVII века. Первым опорным пунктом Турции в Европе стал город Галлиполи. К середине XV века к империи были присоединены Сербия, Болгария, Албания, Крым и большая часть Греции. В 1453 году был завоёван важный опорный пункт христиан на Востоке, столица Византии — Константинополь. В XVI веке османами были покорены многие острова в Эгейском море, Венгрия, Трансильвания, Хорватия и Босния.
С конца XVII века империя начинает терять свои владения в Европе, и уже к 1913 её владения в Европе ограничиваются Константинополем и Адрианополем с окрестностями.
- Албания (1478—1912)
- Османская Болгария (1393/1396—1908)
- Босния и Герцеговина (1463—1878/1908)
- Валахия — государство-вассал, (1412—1456; 1462—1476; 1476—1594; 1601—1877)
- Османская Венгрия (1541—1699)
- Герцеговина (1481—1878/1908)
- Османская Греция (1460—1832)
- Додеканес (1522—1912)
- Крит (1669—1898/1913)
- Крымское ханство (1475—1774) — государство-вассал
- Кикладские острова (1566—1830)
- Македония (1371/1395—1912)
- Молдавское княжество — государство-вассал, (1455—1473; 1503—1572; 1574—1600; 1601—1877)
- Отранто (1480—1481)
- Подолия (1672—1699)
- Родос (1522—1912)
- Саронические острова (1460—1830)
- Северные Эгейские острова (1677—1912)
- Сербия (1459—1804/1878)
- Славония (1592—1699)
- Спорады (1538—1830)
- Трансильвания (княжество) — государство-вассал, (1541—1699)
- Черногория (1496/1499—1878)
- Эпир (1479—1912)

А также территории, расположенные на границе Европы и Азии:
- Абхазия (1578—1810)
- Восточная Армения (1514—1618)
- Грузия (1516—1603, 1620—1683, 1727—1735)
- Западная Армения (с 1514 г.)
- Кипр (1570—1878/1914)

## Азия
Свою территориальную экспансию в Азии Османская империя начала с захвата византийских владений в Вифинии и подчинения тюркских княжеств в Малой Азии в XIV-XV веках и закончила разгромом Сефевидского Ирана в XVII веке.
В XIX веке значительные территории Османской империи на Кавказе захватывает Россия, часть территорий достаётся Великобритании.
В 1914—1916 освобождаются Асир, Хиджаз, Эль-Хаса.
В 1918 союзники оккупируют турецкие Сирию, Палестину, Ирак.
В 1919—1923 Турция отстаивает свою независимость уже в Анатолии.
- Абадан (1514—1529, 1543—1623, 1639—1847)
- Аден (1538—1839)
- Иордания (1516—1918)
- Ирак (районы Багдада, Басры, Мосула) (1534—1917)
- Йемен (1517—1636, 1872—1918)
- Катар (1871—1916)
- Киликия (с 1515 г.)
- Кувейт (1534—1914)
- Ливан (районы Бейрута, Акры, Сидона) (1516—1918)
- Луристан (1587—1639)
- Оман (1550—1551, 1581—1588, 1659—1741)
- Палестина (1516—1918)
- Саудовская Аравия (область Асир) (1871—1914)
- Саудовская Аравия (область Неджд) (1817—1902)
- Саудовская Аравия (область Хиджаз) (1517—1916)
- Саудовская Аравия (район Эль-Хасы) (1871—1913)
- Сирия (районы Дамаска и Алеппо) (1516—1918)
- Хамадан (1721—1730, 1916—1918)
- Под османским протекторатом находился султанат Аче (1566—1873), в который в 1560-х она отправляла морскую экспедицию.

## Африка
Османская империя в Африке вела большие завоевательные войны. Первой стала война с султанатом Мамлюков в 1515-1519 годах. В результате к империи отошёл Египет; в середине XVI века османы стали продвигаться на запад Африки и уже к концу века захватили Ливию, Тунис и Алжир. Последние две страны стали вассалами империи.
В XIX веке османы теряют почти все свои владения в Африке: в начале века полунезависимым становится Египет; в 1830 году французы захватывают Алжир, в 1881 и 1882 годах у империи отнимают Тунис и Египет.
В 1911—1912 годах, в результате войны с османами, Италия захватывает последние владения империи в Африке: Киренаику, Триполитанию и Феццан.
- Алжир (район города Алжир) (1536—1830)
- Алжир (район Константины) (1637—1830)
- Алжир (район Орана) (1708—1732, 1792—1831)
- Османский Египет (1517—1798, 1801—1914)
- Ливия (область Киренаики) (1521—1911)
- Ливия (область Триполитании) (1551—1912)
- Ливия (область Феццан) (1842—1912)
- Судан (область Нубия) (1553—1885)
- Тунис (1534—1881)
- Эритрея (область Массауа/Хабеш) (1557—1884)

## Карты
- Османская империя в 1450
- Балканский полуостров в 1888
- Османская империя в 1900
- Максимальное продвижение русских войск в Закавказье, 1916